# Thomas Römer (auteur)
Pour les articles homonymes, voir Römer.
Œuvres principales
- L'Œil noir

Thomas Römer, né en 1965, est un auteur de jeux de rôle et écrivain allemand. Il est le rédacteur en chef du système L'Œil noir (Das Schwarze Auge) depuis la mort d'Ulrich Kiesow en 1997. Il est l'auteur de plusieurs aventures et d'un roman.

## Biographie
Thomas Römer étudie l'astronomie et la physique à l'université de Bochum. Il débute comme auteur pour le jeu de rôle L'Œil noir en 1988. De 1992 à 1997, il est responsable de la parution en Allemagne du jeu de rôle Shadowrun.
Depuis 1997, il est rédacteur en chef pour L'Œil noir. Il est à l'origine du format d'édition sous forme de livre à couverture rigide, remplaçant les boîtes.
Le personnage joueur qu'il interprète dans L'Œil noir se nomme Aleya Ambareth, un magicien enseignant la magie et la philosophie à Torval, et auteur de l'ouvrage Tractatus Septelementaricum. Il apparaît dans plusieurs publications ainsi que dans le jeu vidéo Realms of Arkania: Blade of Destiny.

## Publications

### Aventures pourL'Œil noir
- 1988 – Der Wolf von Winhall
- 1991 – Staub und Sterne
- 1994 – Alptraum ohne Ende
- 1996 – Pforte des Grauens
- 1998 – Rohals Versprechen (avec Hadmar von Wieser (de))
- Der Zyklop von Neuborn
- Das Schweigen der Klappertürme  (campagne Masken der Macht)

### Livres de règles et extensions pourL'Œil noir
- 2002 – Liber Cantiones (coauteur)
- 2003 – Aventurisches Arsenal
- 2005 – Meister der Dämonen
- 2006 – Invasion der Verdammten

### Roman
- Magische Zeiten